# Donald Regan
Cet article possède un paronyme, voir Ronald Reagan.
Pour les articles homonymes, voir Reagan.
Donald Regan, né le 21 décembre 1918 à Cambridge (Massachusetts) et mort le 10 juin 2003 à Williamsburg (Virginie), est un homme politique américain. Il étudie l'anglais à Harvard, puis le droit à la Harvard Law School. Membre du Parti républicain, il est secrétaire au Trésor entre 1981 et 1985 puis chef de cabinet de la Maison-Blanche entre 1985 à 1987 dans l'administration du président Ronald Reagan. Il défend une politique économique de l'offre et des baisses d'impôts pour créer des emplois et stimuler la production. Critiqué pour sa gouvernance ministérielle, il devient le bouc émissaire de l'affaire Iran-Contra.

## Biographie
Né à Cambridge, Massachusetts, fils de Kathleen (née Ahearn) et de William Francis Regan, il est d'origine catholique irlandaise. Il obtient son baccalauréat ès arts en anglais du Harvard College en 1940 et a fréquenté la Harvard Law School, avant d'abandonner pour rejoindre le Corps des Marines au début de la Seconde Guerre mondiale.